# Free Walking Tour

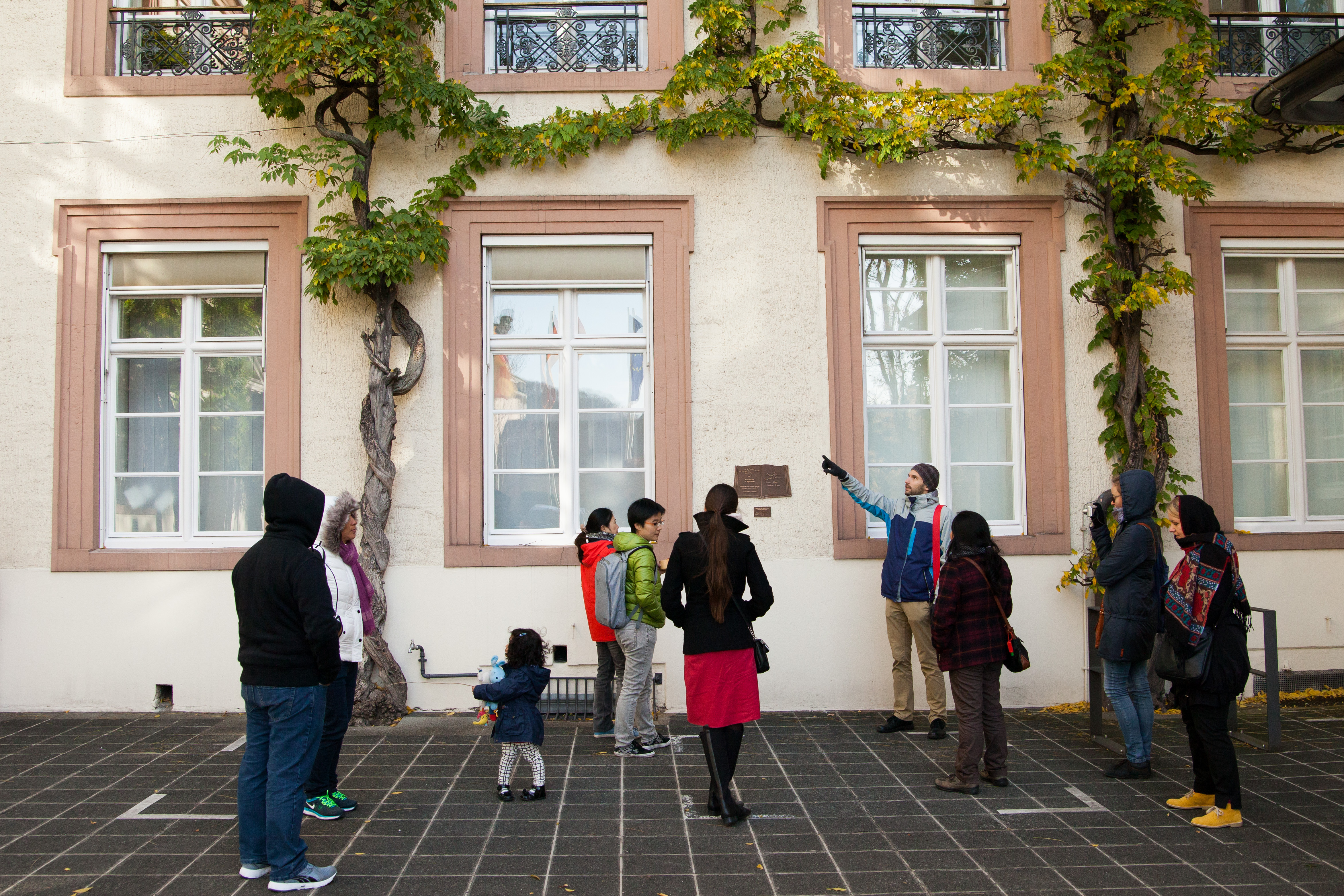
Free Walking Tour в Баден-Бадене

Free Walking Tour (МФА:  [fɹiː wɔkɪŋ tɔː(ɹ)] ; произносится — Фри Уо́лкин Тур) — (дословно с англ.) бесплатная пешеходная экскурсия по городу в конце которой участники оценивают работу гида посредством денежных  пожертвований. Пожертвования могут составлять гонорар гида (пример Moscow Free Tour) или быть переданными организации (пример Free Guided Tours San-Francisco). Желание получить максимальную сумму пожертвований является сильнейшей  мотивацией для гида, что определяет повышенное качество  услуги Free Walking Tour в сравнении с классическими турами, работающими по  предоплате. Free Walking Tour, как правило, имеет заранее сформированное календарное расписание и проходит вне зависимости от  погоды и количества пришедших участников. Free Walking Tour длится порядка 2 часов.

## Термин
Термин Free Walking Tour используется повсеместно с незначительными вариациями, но исключительно на  английском языке. Случаев употребления перевода на другие языки не зафиксировано даже в случае проведения экскурсий исключительно на языке отличном от английского. Понятие Free Walking Tour означает сам тур, онтологический объект, коммерческую модель, а также социальное движение, занимающееся поддержкой и распространением явления.

## История
Движение впервые появилось в 2004 году в Берлине). К концу первого десятилетия XXI века концепция была распространена энтузиастами на всех континентах. По подсчёту портала freetoursnetwork на 2016 год присутствует в 206 городах 75 стран мира). Воплощение идеи, несмотря на широкое географическое распространение, существует в своём первозданном виде без сколь либо значимых вариаций. В логотипах организаций Free Walking Tour зачастую обыгрывается тема  ног или оставляемых ими следов.

## Формы организации и взаимодействие
Отдельные гиды или коллективы наиболее часто выбирают  юридическую форму  некоммерческой организации (пример Free Walking Tours Baden-Baden) или  общества с ограниченной ответственностью (пример 5 Star London Tours Ltd). Крупные организации имеют гидов во многих городах мира (пример Free Tours by Foot). Малые организации и самостоятельные гиды зачастую образуют объединения (пример United Europe Free Tours). В таком случае управленческие функции берёт на себя, как правило, организация-инициатор союза (пример Free Walking Tours Switzerland для всех организаций  Швейцарии). Ввиду географической локализации каждого отдельного проекта распространены взаимные рекламные ссылки между организациями. Главными информационными платформами для продвижения идеи являются TripAdvisor и Facebook. В крупных городах (таких как Краков, Рейкьявик, Санкт-Петербург) организации, предлагающие экскурсии на принципах Free Walking Tour, конкурируют не только с экскурсионными бюро и независимыми гидами, работающими по предоплате, но и между собой. В особо крупных мегаполисах (таких как Берлин, Лондон, Москва) потребность в услуге Free Walking Tour столь велика, что гиды конкурируют между собой и в рамках одной организации.

## Аналогии
Концепция Free Walking Tour в туристической сфере можно сравнить с  бесплатным программным обеспечением на соответствующем рынке. Бесплатное программное обеспечение зачастую имеет функцию рекламы смежного платного продукта или его производителя. Аналогично организаторы Free Walking Tour часто предлагают различные коммерческие услуги, такие как трансфер, развлечения, тематические, моторизованные и индивидуальные экскурсии.
Гидов Free Walking Tour можно сравнить с уличными артистами, которые развлекают прохожих и предлагают им пожертвовать некоторое материальное вознаграждение.

## Критика
Классические экскурсионные бюро критикуют Free Walking Tour за демпинг в туристической отрасли.
Организации, занимающиеся Free Walking Tour, констатируют, что первостепенными критериями для гида является харизма и свободное владение языком. Гиды зачастую не являются профессиональными экскурсоводами, что также вызывает неодобрение со стороны историко-культурологического сообщества.
К очевидному лукавству со стороны некоторых гидов (пример SANDEMANs NEW Europe в Берлине) следует отнести перерывы в туре, проводимые в одном из кафе. Гид в этом случае получает от заведения  еду и  напитки за привлечение клиентов.